# Benedetta (film, 2007)
A Benedetta 2007-ben bemutatott olasz televíziós 2D-s számítógépes animációs film, amelyet Rosalba Vitellaro rendezett. 
Olaszországban 2007-ben mutatták be, Magyarországon a televízióban 2013. április 20-án az M2-n vetítették le.

## Ismertető
Benedetta egy 11 éves kislány, aki egy piacon él Palermo-ban. Van négy barátja, akikkel a megélhetés érdekében szükséges pénzt keresi meg alkalmi munkával. Közben folyton egy jobb életről álmodozik, így nincsen benne csoda, hogy az igazságot összekeveri Benedetta a képzeletvilágával és a barátai segítenek neki, akikkel ezt megéli.

## Szereplők
- Benedetta – Egy 11 éves kislány, egy folytában arról álmodozik, hogy jobb élete legyen.

## Magyar hangok
- Márkus Melinda – Benedetta
- Savanyu Gergely – ?
- Gyömöri Krisztián –?
- Járai Máté – ?
- Csikász Péter – ?
- Borovics Tamás – ?
- Pataki Ferenc – ?